# Cosworth

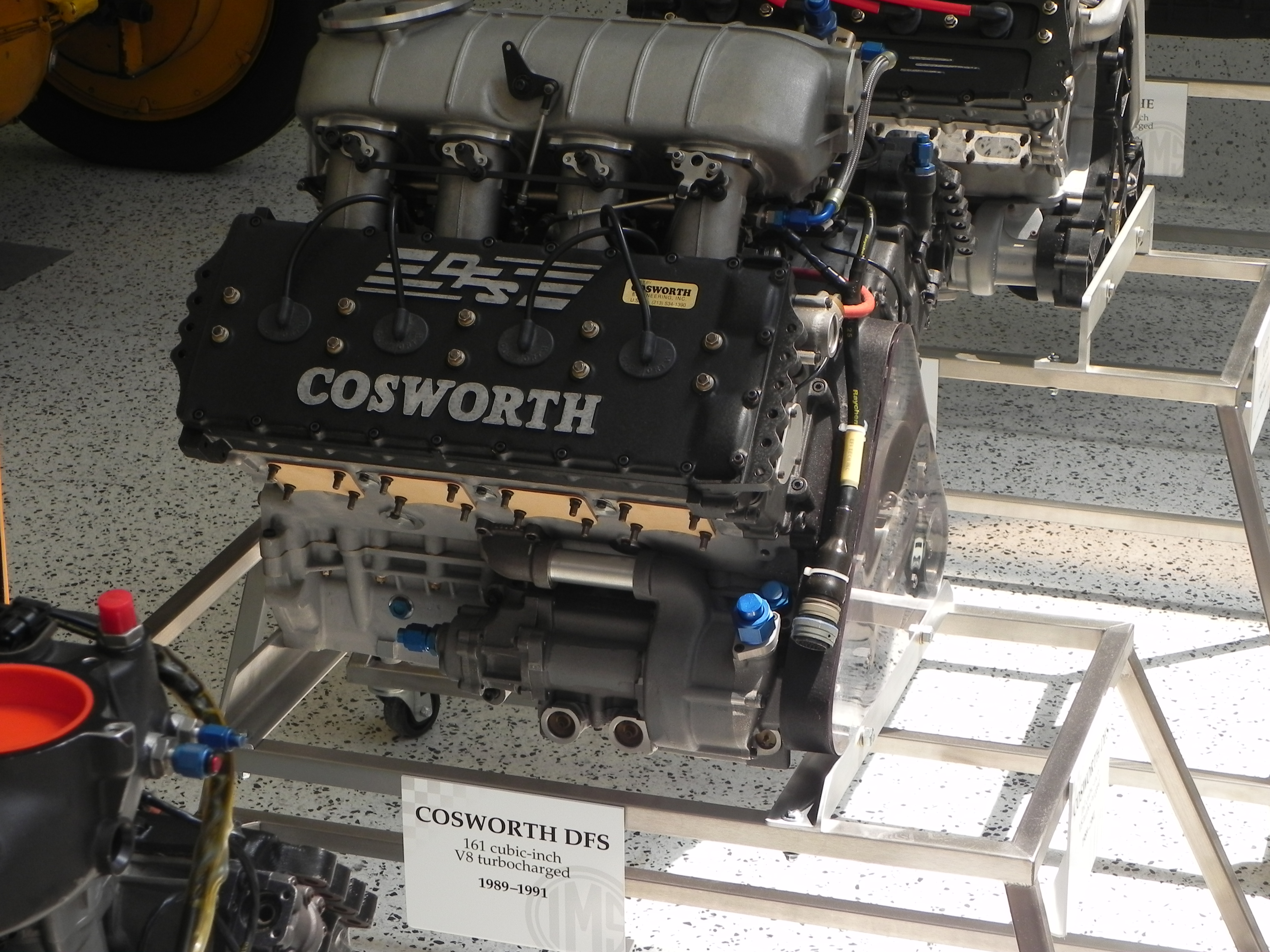
Motor Cosworth DFS V8

Cosworth este o companie britanică specializată în producerea de motoare de automobile de mare performanță.
Cosworth, în alianță cu Ford a construit și motoare de Formula 1.
Cele mai de succes masini de serie create de Cosworth si Ford au fost Sierra, respectiv Escort RS Cosworth, cea din urma avand succes pe scara larga in campionatele nationale de la raliuri.
Motorul YB Cosworth de pe Sierra, respectiv Escort RS Cosworth detine si in ziua de azi numeroase recorduri mondiale, in ciuda faptului ca motorul a fost pentru prima oara prezentat in 1984. A fost unul dintre primele motoare de productie de serie care a reusit sa produca 100 de cai putere pe litru de capacitate cilindrica si este cunoscut pentru usurinta cu care motorul poate fi modificat fara schimbarea unor componente majore.
Un motor Cosworth de 1950cc detine recordul mondial pentru putere dezvoltata de un motor aspirat cu 4 cilindri sub 2000cc.